# Neobidessus pulloides
Neobidessus pulloides is een keversoort uit de familie waterroofkevers (Dytiscidae). De wetenschappelijke naam van de soort is voor het eerst geldig gepubliceerd in 1977 door Young.